# MPDS
MPDS er en forkortelse for Mobile Packet Data System. MPDS er protokollen som benyttes af satellit dataforbindelser, som bruger Inmarsats GAN (Global Area Network) service. MPDS tillader at flere brugere, med satellit terminaler, samtidigt deler en 64kbit satellit data kanal.
| Telekommunikation | Spire Denne artikel om telekommunikation er en spire som bør udbygges. Du er velkommen til at hjælpe Wikipedia ved at udvide den. |